# Космическая платформа
Космическая платформа (спутниковая платформа) — это общая унифицированная модель для построения космических аппаратов (КА), которая включает в себя все служебные системы спутника (т. н. модуль служебных систем), а также конструкцию модуля полезной нагрузки, но без целевой (ретрансляционной, научной или другой) аппаратуры.
С другой стороны, в зависимости от типа КА, понятие платформа часто употребляется для обозначения модуля служебных систем, содержащего только лишь служебные системы спутника (без конструкции модуля полезной нагрузки).

## Преимущества использования космических платформ
Использование космических платформ имеет ряд преимуществ по сравнению с индивидуальным изготовлением космических аппаратов:
- уменьшение расходов на проектирование в связи с серийностью производства и возможностью распределения стоимости проектирования платформы между всеми спутниками серии;
- увеличение надёжности спутников из-за многократной проверки и отработки их систем;
- уменьшение времени производства спутников до 18-36 месяцев. Кроме того производители могут гарантировать сроки изготовления.

## Компоненты космической платформы
Обычно, в космическую платформу входят все служебные системы спутника кроме модуля полезной нагрузки. В этом случае, платформа также называется Модулем служебных систем и содержит:
- систему энергоснабжения (включая солнечные батареи и аккумуляторы);
- систему управления движением, ориентации и стабилизации, состоящую из оптических датчиков, измерителей угловых скоростей и маховиков;
- апогейный двигатель для довывода с геопереходной на геостационарную орбиты;
- двигатели коррекции по широте и долготе (обычно с помощью ЭРД);
- систему терморегулирования, предназначенную для отвода тепла от служебных систем и систем модуля полезной нагрузки;
- бортовой комплекс управления с системой передачи служебной телеметрической информации;

Также, на космической платформе предусматривается место для установки отсека полезной нагрузки и антенн. Тем не менее, на платформах для построения спутников связи, например Спейсбас, Экспресс или SS/L 1300, конструкция модуля полезной нагрузки (без ретрансляционной аппаратуры установленной на ней) обычно тоже считается частью платформы.
Обычно платформы оптимизируются под массу выводимой полезной нагрузки, что в свою очередь определяет массу всего спутника и мощность системы энергоснабжения.

### Отношение ПН к общей массе КА
Одним из важнейших параметров является отношение массы ПН к общей массе КА. Очевидно, что чем лучше это соотношение, тем эффективнее могут быть выполнены задачи миссии. Обычно грузоподъемность ракеты-носителя определяет максимальную массу КА на орбите. Таким образом, чем меньше весит платформа, тем больше полезного груза может быть доставлено на заданную орбиту.
В настоящее время это отношение составляет примерно 18-19 % для современных тяжелых телекоммуникационных платформ, таких как Спейсбас или Экспресс 2000. Основной технологической проблемой является энергетическая стоимость повышения орбиты с геопереходной до геостационарной. КА должны нести большое количество горючего для повышения орбиты (до 3 тонн и больше). Кроме того, ещё 400—600 кг используется для удержания спутника на заданной орбите за все время активной эксплуатации.
В недалеком будущем, широкое использование электрических ионных двигателей, а также уменьшение массы солнечных батарей и аккумуляторов должно привести к улучшению отношения массы ПН к общей массе КА до 25 % и более.
Одним из самых перспективных направлений является развитие электрических ионных и плазменных двигателей. Эти двигатели обладают гораздо более высоким удельным импульсом по сравнению с традиционными двухкомпонентными гидразиновыми системами (1500-4000 с против 300 с) и поэтому их использование может привести серьёзному уменьшению массы спутников и соответствующему уменьшению стоимости их запуска. Например, электрический ионный двигатель фирмы Boeing XIPS25, использует всего лишь 75 кг горючего для удержания спутника на орбите в течение 15 лет. При возможном использовании этого двигателя для повышения и последующего удержания орбиты, можно сэкономить до 50 млн Евро (хотя в данный момент эта функция полностью не используется).
С другой стороны, использование новых технологий применительно к солнечным батареям (переход с кремниевых на многослойные GaInP/GaAs/Ge) и аккумуляторам (внедрение литий-ионных технологий) также приведёт к снижению веса КА.

## Космические платформы СССР
В 1963 году в ОКБ-586 (впоследствии КБ «Южное») в городе Днепропетровск был впервые в мире разработан эскизный проект трёх унифицированных платформ космических аппаратов: ДС-У1 — неориентированная с химическими источниками энергии, ДС-У2 — неориентированная с солнечными батареями, ДС-У3 — ориентированная на Солнце с солнечными батареями.
АУОС (Автоматическая универсальная орбитальная станция) — космическая платформа, разработанная в ОКБ-586. Существовала в 2-х модификациях: 1) с ориентацией на Землю (АУОС-З) и 2) с ориентацией на Солнце (АУОС-СМ). В спутниках серии АУОС сохранились многие идеи и концепции, заложенные в космической платформы предыдущего поколения разработки ОКБ-586 — ДС-У.
КАУР (Космический аппарат унифицированного ряда) — семейство спутниковых платформ, создававшихся в ОКБ-10 (НПО ПМ, ныне АО ИСС им. Решетнёва) c 1960-х годов. На базе модификаций платформы КАУР строились спутники связи и навигации нескольких поколений, вплоть до начала 2000-х годов.

## Типы космических платформ
По массе (вместе с горючим), в настоящее время спутниковые платформы можно разделить на три категории:
- Лёгкие, массой до 2000 кг, с мощностью полезной нагрузки до 6 кВт;
- Средние, массой до 5000 кг, с мощностью до 14 кВт;
- Тяжёлые, массой более пяти тонн мощностью более 15-20 кВт и более.

Также при разработке платформы учитываются тип вывода на опорную орбиту: прямой вывод или с довыводом с геопереходной на геостационарную орбиты с помощью апогейной ДУ спутника. В общем случае, КА построенные на лёгких платформах могут быть напрямую выведены на геостационарную орбиту, что позволяет избавиться от апогейного двигателя и сопровождающего его топлива.

## Список космических платформ
В настоящее время основные производители геостационарных спутников используют следующие спутниковые платформы:
| Название                            | Масса КА, кг                | Мощн. ПН, кВт               | К-во изготовл. (в производстве) КА | Производитель                                      | Страна                      |
| Средние и тяжёлые платформы         | Средние и тяжёлые платформы | Средние и тяжёлые платформы | Средние и тяжёлые платформы        | Средние и тяжёлые платформы                        | Средние и тяжёлые платформы |
| ----------------------------------- | --------------------------- | --------------------------- | ---------------------------------- | -------------------------------------------------- | --------------------------- |
| Spacebus 4000                       | 3000-5900                   | до 11,6                     | 65 (7)                             | Thales Alenia Space                                | /                           |
| Eurostar 3000                       | до 6400                     | 6 — 14                      | более 60                           | EADS Astrium                                       | /                           |
| Alphabus                            | 6000 — 8800                 | 12 — 18                     | 1                                  | EADS Astrium / Thales Alenia Space                 | /                           |
| Boeing 702                          | до 6000                     | до 18                       | 25 (15)                            | Boeing                                             | Соединённые Штаты Америки   |
| Boeing 601                          |                             |                             | 73 (3)                             | Boeing                                             | Соединённые Штаты Америки   |
| SS/L 1300                           | до 8000                     | до 20                       | 83 (25)                            | Space Systems/Loral                                | Соединённые Штаты Америки   |
| A2100AX                             | 2800 — 6600                 | до 15                       | 36                                 | Lockheed Martin Space Systems                      | Соединённые Штаты Америки   |
| КАУР-4                              | 2300 — 2600                 | 1,7 — 6,8                   | 31                                 | ОАО ИСС                                            | Россия                      |
| Экспресс 2000                       | до 6000                     | до 14                       | 0 (4)                              | ОАО ИСС                                            | Россия                      |
| Дунфан Хун-4 (DFH-4)                | до 5200                     | до 8                        | 12                                 | China Aerospace Science and Technology Corporation | Китай                       |
| DS-2000                             | 3800 — 5100                 | до 15                       | 4 (7)                              | Mitsubishi Electric                                | Япония                      |
| Легкие платформы                    |                             |                             |                                    |                                                    |                             |
| STAR bus                            | 1450 (сухая)                | 1,5 — 7,5                   | 21 (10)                            | Orbital Sciences Corporation                       | Соединённые Штаты Америки   |
| Экспресс 1000                       | до 2200                     | до 6                        | 6 (18)                             | ОАО ИСС                                            | Россия                      |
| A2100A                              |                             | 1-4                         |                                    | Lockheed Martin Space Systems                      | Соединённые Штаты Америки   |
| LUXOR (SmallGEO)                    | 1600 — 3000                 | до 4                        | 0 (1)                              | OHB                                                | Германия                    |
| Навигатор                           | 650 — 850*                  | до 2,4                      | 3 (5)                              | НПО им. Лавочкина                                  | Россия                      |
| Яхта                                | 350 — 500*                  | до 3,9                      | 4                                  | ГКНПЦ им. М.В.Хруничева                            | Россия                      |
| Универсальная космическая платформа | 950 — 1200                  | до 3                        | 4 (1)                              | РКК «Энергия»                                      | Россия                      |
| Сверхлегкие платформы               |                             |                             |                                    |                                                    |                             |
| ТаблетСат                           | 10-200                      | до 0,2                      | 1                                  | СПУТНИКС                                           | Россия                      |
| ОрбиКрафт-Про                       | 1-10                        | до 0,01                     | 3 (8)                              | СПУТНИКС                                           | Россия                      |
| * Сухая масса платформы             |                             |                             |                                    |                                                    |                             |